# 莱斯利·戈德弗里
莱斯利·戈德弗里（英語：Leslie Godfree，1885年4月27日—1971年11月17日），英国男子网球运动员。他曾获得温布尔登网球锦标赛男子双打冠军、混合双打冠军。他也曾参加1924年夏季奥林匹克运动会。